# ويليام إدوارد موراي
ويليام إدوارد موراي (بالإنجليزية: William Edward Murray)‏ هو كاهن كاثوليكي أسترالي، ولد في 16 فبراير 1920 في Leichhardt, New South Wales ‏ في أستراليا، وتوفي في 21 أبريل 2013 في رندويك ‏ في أستراليا.